# 城关镇 (十堰市)
城关镇，是中华人民共和国湖北省十堰市郧阳区下辖的一个乡镇级行政单位。

## 行政区划
城关镇下辖以下地区：
体育场社区、中岭社区、北门社区、兴郧社区、菜园社区、武阳岭社区、牧场沟村、红桥村、后店子村、堰河村、金岗村、马场关村、红河村、翻山堰村、响耳河村、桃花沟村、黄土梁村、桑树垭村、洞耳河村和罐沟村。